# Монетен двор на Бразилия
Монетният двор на Бразилия (на португалски: Casa da Moeda do Brasil, CMB) е държавно предприятие в Бразилия, в което се произвеждат бразилските банкноти, монети и други държавни ценни книжа. Производствената база на Бразилския монетен двор представлява модерна сграда от 110 000 m², разположена на терен от 500 000 m² в индустриалната зона на квартала „Санта Круш“, Рио де Жанейро.

## История
Бразилският монетен двор е създаден от португалските колониални власти на 8 март 1694 г., което го прави една от най-старите правителствени институции в Бразилия. Целта на създаването му е да снабдява колониите в Новия свят с португалски и испански монети в обращение във времена, в които отсичането на златни монети в Бразилия е скъпо начинание, а растежът на колониалната търговия причинява валутен хаос поради липса на редовното снабдяване на колониите с монети.
Една година след създаването на Монетния двор започва и процесът на отсичане на първите монети на бразилска почва, което става в град Салвадор – първото седалище на Монетния двор. През 1843 г. Монетният двор на Бразилия отпечатва първата в Америка и третата в света пощенска марка, наречена „Бичето око“. През 1868 г. Монетният двор се премества в специално изградена за производствените му нужди сграда в Рио де Жанейро.
В продължение на век и половина Монетният двор на Бразилия полага огромни усилия за производството на националната валута на индустриално ниво, но липсата на адекватна организационна структура и модерни машини започват да затрудняват дейността му. Модернизацията на предприятието започва едва през 1965 г. след приемането на Закон 4510 от 1 декември 1964 г., който реорганизира предприятието и създава необходимите за дейността му условия. През 1984 г. Монетният двор на Бразилия се премества в модерен производствен комплекс в индустриалната зона на „Санта Круш“, в източната част на Рио де Жанейро – най-големия и модерно оборудван полиграфичен и металургичен производствен парк в Латинска Америка.
Основната задача на Монетния двор на Бразилия е да отпечатва бразилските банкноти и да сече бразилски монети, за което Монетният двор получава специални поръчки от Централната банка на Бразилия. Благодарение на извършената технологична модернизация предприятието притежава производствен капацитет от 4,2 милиарда банкноти и 4 милиарда монети годишно. В същото време Монетният двор полага непрекъснати усилия за внедряване на нови технологии в производствения процес, които не само да подобряват качеството и естетическата стойност на продуктите, но и тяхната защитеност и ненакърнимост. Благодарение на тези усилия новото семейство банкноти на бразилския реал е сред най-сигурните в света.
Освен с производство на банкноти и монети Монетният двор на Бразилия е ангажиран и с производство на други ценни книжа, като пощенски и гербови марки, бандероли, билети за метро, държавни облигации, международни паспорти, лични документи, дипломи, сертификати, електронни сертификати. Монетният двор произвежда още възпоменателни монети, държавни ордени, медали, значки и емблеми.
През 2016 г. показателите на Монетния двор на Бразилия са:
- 1.6 милиарда произведени банкноти (копюра);
- 648 милиона произведени монети;
- 2.26 милона произведени паспорта;
- 2.6 милиарда произведени проследими цигарени бандерола;
- 14 милиона реала инвестиции;
- 60 милиона реала нетна печалба.[1]

Освен за нуждите на страната, част от продукцията на Монетния двор на Бразилия е предназначена и за международните пазари. От 1813 г. датират първите емисии на медни монети, произведени от Монетния двор по поръчка на португалското правителство и предназначени за португалските колонии в Африка. От 1975 г. Монетният двор получава поръчки за производство на банкноти, монети и други ценности, предназначени за други страни в Латинска Америка (Аржентина, Перу, Боливия, Парагвай, Уругвай, Венецуела, Суринам, Хаити, Коста Рика), Африка (Ангола, Гвинея Бисау, Заир, Кабо Верде, Мозамбик, Сао Томе и Принсипи) и други части на света (Източен Тимор)
На 15 октомври 2019 г. президентът Жаир Болсонаро подписва президентски декрет за включването на Монетния двор в Програмата за инвестиционно сътрудничество (PPI) и в Националната програма за приватизация (PDZ). Предложението за приватизация на Монетния двор е направено от борда на PPI
още през 2017. Приватизацията на активите на Монетния двор е поставена под наблюдението на Бразилската банка за развитие.